# Leigh Adams

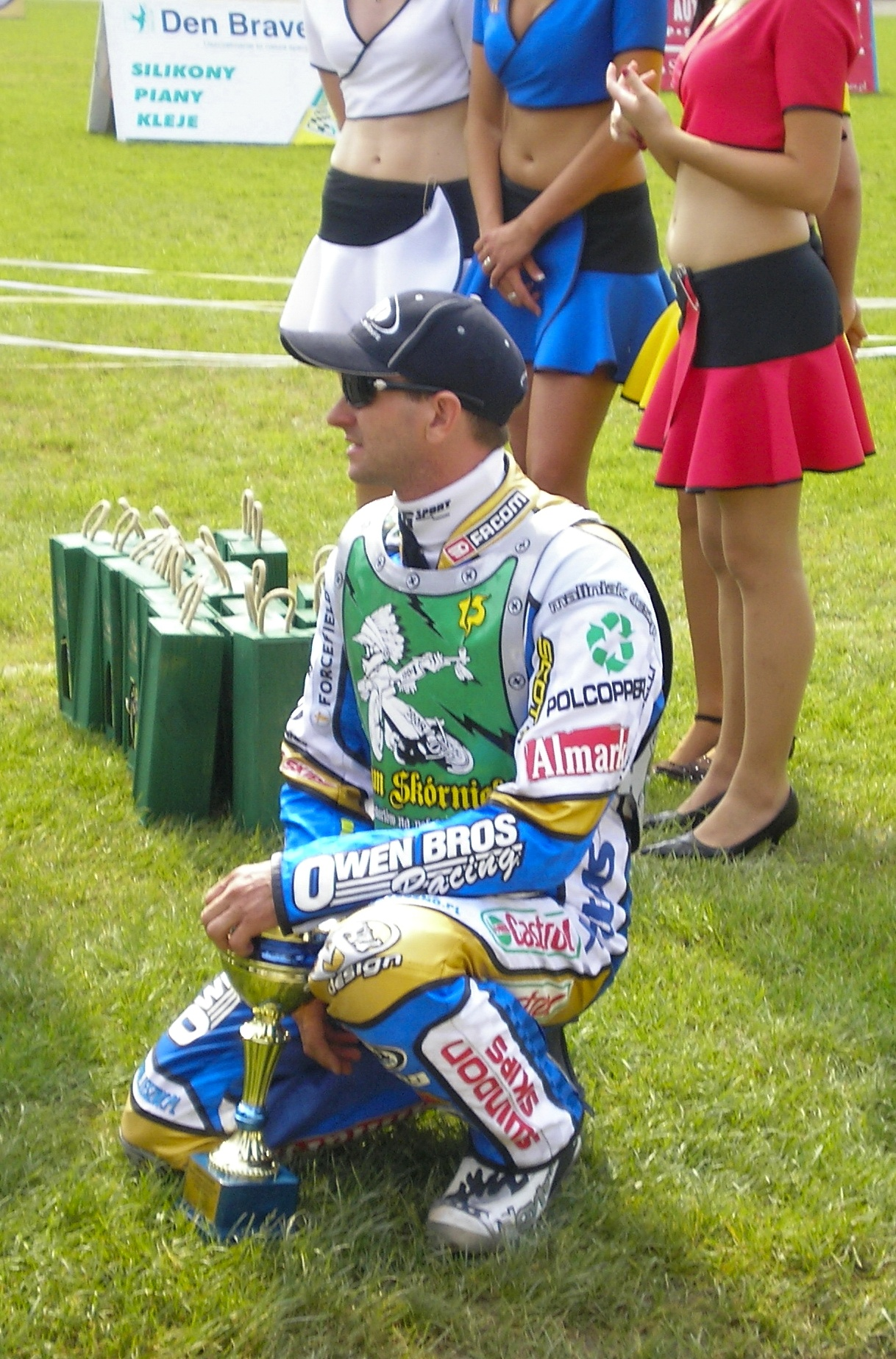
Leigh Adams

Leigh Scott Adams (* 28. April 1971 in Mildura, Victoria) ist ein australischer Speedwayfahrer. Er ist dreifacher Teamweltmeister und holte einen Weltmeistertitel bei den U-21-Weltmeisterschaften im Speedway. Zudem ist er zehnfacher australischer Meister.

## Leben
Er fuhr in der britischen Liga für die Swindon Robins, in der schwedischen für Lejonen aus Gislaved und in der polnischen Liga für Unia Leszno. Zu Beginn des Jahres 2011 beendete er seine sportliche Laufbahn als Speedwayfahrer.
Bei Trainingsfahrten für eine Motorrad-Marathonrallye durchs Outback stürzte er in einem ausgetrockneten Flussbett in der Nähe von Alice Springs und zog sich schwere Verletzungen an der Wirbelsäule zu. Seitdem ist er hüftabwärts gelähmt.

## Erfolge

### Einzel
- U-21-Weltmeister: 1992
- australischer Meister: 1992, 1993, 1994, 1998, 2000, 2002, 2003, 2005, 2006, 2009
- 8 Grand-Prix Siege

### Team
- Weltmeister: 1999, 2001, 2002
- britischer Meister: 2001, 2002
- polnischer Meister: 2007, 2010